# Eruzione di tipo peleano

Eruzione Peleana: 1 Pennacchio di cenere, 2 Pioggia di cenere vulcanica, 3 Cupola di lava, 4 Bomba Vulcanica, 5 Flusso Piroclastico, 6 Strati di lava e cenere, 7 Strato, 8 Condotto del magma, 9 Camera magmatica, 10 Argine

L'eruzione Peleana è un tipo di eruzione vulcanica. Può verificarsi quando il magma viscoso, tipicamente di tipo riolitico o andesitico, è coinvolto, e condivide alcune somiglianze con le  eruzioni Vulcaniane. La caratteristica più importante di un'eruzione Peleana è la presenza di una valanga incandescente di cenere vulcanica calda, un flusso piroclastico. La formazione di cupole di lava è un altro elemento caratteristico. Possono anche essere osservati brevi flussi di cenere o la creazione di coni di pomice.

## Caratteristiche
Le fasi iniziali dell'eruzione sono caratterizzate da flussi piroclastici. I depositi di tefra hanno volume e raggio d'azione più basso delle corrispondenti eruzioni pliniane e vulcaniano. Il magma viscoso quindi forma una cupola ripida o protrusione solida a partire dal cratere del vulcano. La cupola può poi crollare, con conseguenti flussi di cenere e massi caldi. Il ciclo di eruzione normalmente si completa in pochi anni, ma in alcuni casi può continuare per decenni, come nel caso di Santiaguito.
L'esplosione del 1902 della montagna Pelée è il primo caso descritto di un'eruzione Peleana, e gli ha dato il suo nome.
Alcuni altri esempi sono i seguenti:
- l'eruzione del 1948-1951 dell'Hibok-Hibok;
- L'eruzione del 1951 del Monte Lamington, che resta l'osservazione più dettagliata di questo tipo;
- L'eruzione del 1956 del Bezymianny;
- L'eruzione del 1968 del Mayon;
- L'eruzione del 1980 del Monte Sant'Elena.